# Székesfehérvár
Pour les articles homonymes, voir Albe.
Székesfehérvár  (prononciation : [ˈseːkɛʃˌfɛheːɾvaːɾ]), appelée anciennement Albe Royale (en latin : Alba Regia), est une ville de Hongrie, chef-lieu de la région de Transdanubie centrale et  du comitat de Fejér, et chef-lieu du district de Székesfehérvár.

## Géographie

### Situation
Son centre-ville se situe à 28 km au nord-est du lac Balaton (à vol d'oiseau), et à 58 kilomètres au sud-ouest du centre de Budapest.

## Toponymie
Le nom Székesfehérvár signifie le « château blanc du siège (royal) » et la ville est familièrement appelée Fehérvár. Le mot szék, traduit par « siège » ou « trône », fait référence au rôle important que la ville avait pendant les premiers siècles du royaume de Hongrie.
Son nom est en latin : Alba Regia, en allemand : Stuhlweißenburg, en slovaque : Stoličný Belehrad, en serbe : Stolni Beograd, en serbe en écriture cyrillique : Столни Београд, en croate : Stolni Biograd, en slovène : Stolni Belograd, en tchèque : Stoličný Bělehrad, en polonais : Białogród Stołeczny ou Białogród Królewski et en turc : İstolni Belgrad.

## Histoire

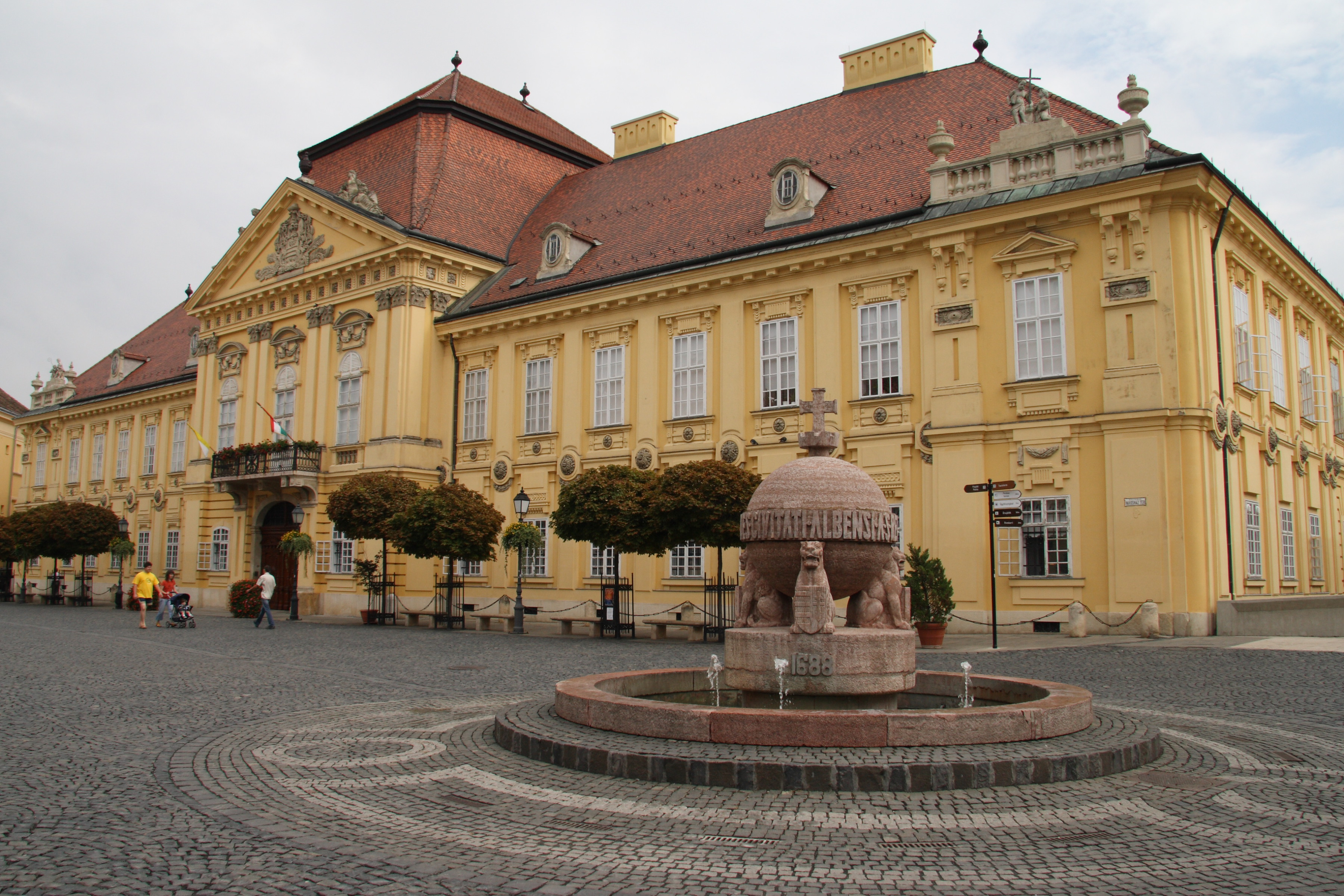
Le palais épiscopal

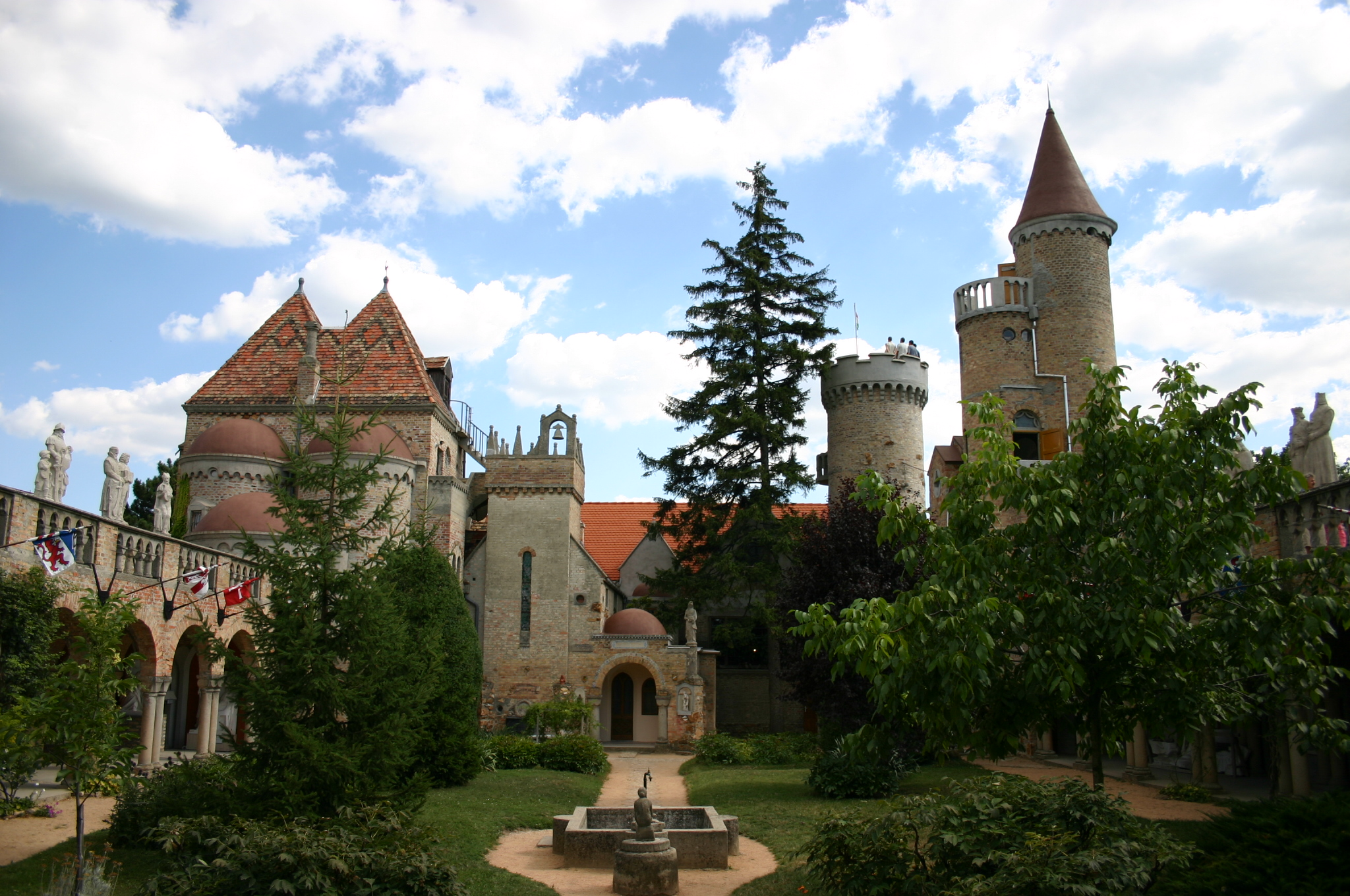
Le château Bory

La région est occupée depuis la préhistoire, mais le premier centre urbain du secteur fut Gorsium (hu), à onze kilomètres au Sud de Székesfehérvár, ville fondée en 972 par le Prince Géza, sur des îles au milieu de marais. 
Un premier château est construit ("Fehérvár", le château blanc), puis agrandi sous le règne de son fils et successeur, premier roi chrétien hongrois, Étienne Ier. C'est en ce lieu qu'était conservée la Couronne à la croix penchée, symbole du pouvoir royal, et que se réunissait la Diète de Hongrie.
Étienne fait aussi bâtir non loin du château la basilique de l'Assomption de la Bienheureuse Vierge Marie (en) où s'effectueront les couronnements royaux jusqu'au XVIe siècle. Plus tard, des palais royaux furent érigés à Esztergom, à Buda (future Budapest) et à Visegrád, mais jusqu'à l'invasion turque, les couronnements (37 au total) et les enterrements royaux (17) avaient lieu ici (les souverains hongrois furent ensuite couronnés en la cathédrale de Pozsony).
Le 11 novembre 1526, la Diète élit à Székesfehérvár, comme roi de Hongrie, Jean Szapolyai. Mais des barons hongrois, mécontents de ce choix, élisent Ferdinand de Habsbourg le 16 décembre  à Presbourg. S'ensuivra une guerre intestine, qui verra Jean Szapolyai s'allier avec les  Ottomans, et avec le roi de France, François Ier.    
Prise par les Turcs en 1543, la ville connaît cinquante années de domination Ottomane avant d'être délivrée en 1688 par les troupes de Hermann Christoph von Roßwurm.
Après la période de l'occupation turque (1543-1688), durant laquelle la ville avait été pratiquement vidée de sa population, Székesfehérvár fut repeuplée, au XVIIIe siècle, de Hongrois, mais aussi d'Allemands et de Serbes. 
À l'époque baroque, de nombreuses et ambitieuses constructions furent entreprises. En 1860, la ville est reliée au réseau ferré hongrois, puis elle s'industrialisa au XXe siècle. Lors de la Seconde Guerre mondiale, elle subit d'importants dommages.

## Politique et administration
La ville est administrée par un conseil municipal de vingt-et-un membres, dont le maire, élus pour un mandat de quatre ans. Depuis 2010, le maire est András Cser-Palkovics (en), membre du Fidesz.

## Population et société

### Démographie
Sa population, en baisse depuis le début du XXIe siècle, la classe  neuvième ville de Hongrie.
| 1870   | 1880   | 1890   | 1900   | 1910   | 1920   |
| ------ | ------ | ------ | ------ | ------ | ------ |
| 23 279 | 26 559 | 28 539 | 33 196 | 37 710 | 40 352 |

| 1930   | 1941   | 1945   | 1949   | 1960   | 1970   |
| ------ | ------ | ------ | ------ | ------ | ------ |
| 41 890 | 49 103 | 35 000 | 42 260 | 56 978 | 79 064 |

| 1980    | 1990    | 2001    | 2011    | 2022   | 2024   |
| ------- | ------- | ------- | ------- | ------ | ------ |
| 103 571 | 108 958 | 106 869 | 100 570 | 94 906 | 96 024 |

### Sports
Székesfehérvár est ville d'arrivée de la dernière étape de la course cycliste Tour de Hongrie 2019.

## Culture et patrimoine
Székesfehérvár est l’une des plus anciennes villes de Hongrie et l’une de celles qui a conservé le plus de traditions. La colonie romaine de Gorsium, située au sud du lac, était au début du Ier siècle le centre spirituel de la Pannonie. Árpád, chef de la tribu des Magyars qui s’installa dans le pays, bivouaqua en ces lieux après avoir traversé le Danube. Son arrière-petit-fils, Étienne Ier (1000-1038), choisit cette ville pour y établir sa résidence et fit ériger la basilique royale en 1016. C’est là que durant près de 500 ans, eurent lieu toutes les cérémonies royales, couronnements et funérailles. Puis Buda (qui deviendra Budapest en 1873 en fusionnant avec Pest et Óbuda) prit de l’extension et finit par éclipser Székesfehérvár, mais celle-ci a gardé son aura quasi mythique : malgré les destructions et l’industrialisation, malgré l’accroissement de la circulation et du trafic de transit, elle est restée le centre de la royauté magyare. Bien que Székesfehérvár ne jouisse plus de la même considération qu’au Moyen Âge, sa conformation générale n’a pas changé depuis cette époque. Ainsi, même si la plus grande partie des édifices anciens a été détruite sous l'occupation turque, les églises et les constructions de style rococo, les musées ainsi que les rues étroites donnent à la ville beaucoup de cachet.

## La ville actuelle
Le centre de la ville, presque entièrement transformé de nos jours en zone piétonnière, est occupée par la Grand Place : Városház tér, jadis siège du palais royal et de la basilique d’Étienne Ier, et qui a toujours été la grand-place de Székesfehérvár. Une fontaine, symbole de la nation sculpté par Béla Ohmann, occupe l’emplacement de l’ancienne tour sud-ouest de la basilique. Derrière la place, dans le Jardin des Ruines, Romkert, on peut encore voir l’abside, plusieurs piliers et le tombeau d’Étienne Ier. De l’autre côté, sous les voûtes, un petit bâtiment abrite une fresque des plus animées ; cette œuvre de Vilmos Aba-Novák retrace l’histoire de la Hongrie de façon assez étonnante – on remarquera le visage des prêtres. Supposé avoir renfermé la dépouille du roi Étienne Ier, le sarcophage remonte à la période romaine.

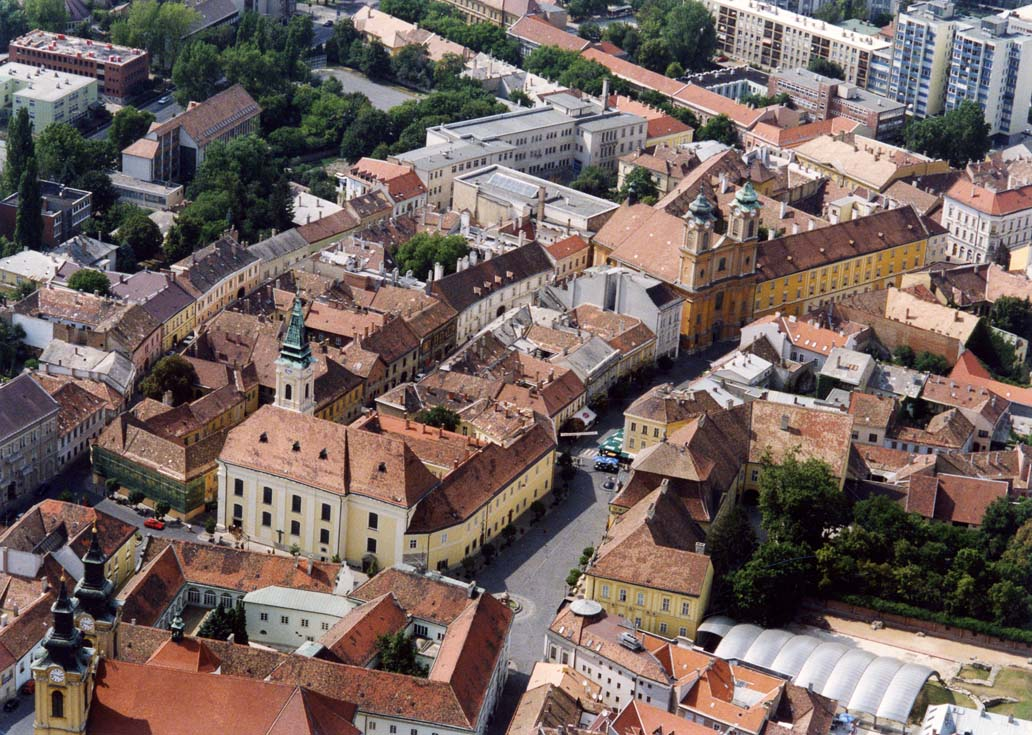
Vue aérienne

Le côté sud est fermé aujourd’hui par l’hôtel de ville, avec les statues allégoriques de la Justice et de la Prudence au-dessus du portail principal. A quelques pas de là se trouve une église franciscaine baroque (1720-1742) et des bâtiments conventuels. Le côté de la place est occupé par le palais épiscopal (1800-1801), l’un des édifices rococo les plus marquants du pays.
Au nord de la place s’élève Fő utca, l’église baroque des Cisterciens, avec ses deux tours et son monastère, édifiée par les Jésuites de 1745 à 1751. La sacristie représente un décor remarquable, unique en Hongrie, de boiseries sculptées dans le chêne et le tilleul qui datent des années 1764 à 1767.
Le musée du roi Étienne Ier, Szent István Király Múzeum, abrite une collection de pierres romaines sculptées et des objets d’artisanat celte, avare et slave. Il a été conçu et aménagé par Nándor Wagner.
De la place de la Liberté, on atteint par des petites rues montantes le quartier le plus ancien de la ville, ce qui fut le cœur de la cité au Moyen Âge, la place du Prince Géza, Géza nagyfejedelem tér. C’est là que se trouve la chapelle Sainte-Anne, Szent Anna-kápolna, édifice gothique datant de 1470. À proximité se dresse la cathédrale Saint-Étienne, Szent István-székesegyház, fondée par Béla IV. On voit encore des vestiges de fenêtres gothiques sur les deux tours. Au centre de la place, les pavés ont conservé les contours d’une église byzantine, mais il faut faire un effort d’attention pour les distinguer.

## Économie
Après la Seconde Guerre mondiale, lors de la reconstruction de l'Europe, alors que l'industrie nationale de l'aluminium devient le fleuron industriel de la Hongrie, différentes installations de transformation de l'aluminium (ex : usines de Csepel et de Kőbánya) sont démontées, plutôt que reconstruites sur place, et transportées sur le grand centre de production qui se dessine où les aluminiers concentrent toutes leurs activités ; l'usine de Székesfehérvár, qui fonctionnait déjà en 1943, sera agrandie et modernisée pour devenir l'un des centres européens de l'aluminium dans les années 1960,.

## Transports
L'autoroute M7 (Budapest - Letenye) longe Székesfehérvár, tout comme la route principale 7, qui lui est parallèle. 
De plus, la ville est le point de départ de la route principale 8 vers 
Szentgotthárd, la 81 vers Győr, la 811 vers Felcsút, la 62 vers Dunaújváros et la  63 vers Szekszárd.

## Jumelages
La ville de Székesfehérvár est jumelée avec :
| Ville | Ville             | Pays | Pays          | Période                   |
| ----- | ----------------- | ---- | ------------- | ------------------------- |
|       | Alba Iulia,       |      | Roumanie      | depuis 1990               |
|       | Banská Štiavnica  |      | Slovaquie     | depuis 2008               |
|       | Birmingham        |      | États-Unis    | depuis 1997               |
|       | Blagoevgrad       |      | Bulgarie      | depuis 1978               |
|       | Bratislava,       |      | Slovaquie     | depuis 1989               |
|       | Cento             |      | Italie        | depuis 1998               |
|       | Changchun         |      | Chine         | depuis 2010               |
|       | Chorley           |      | Royaume-Uni   | depuis 1992               |
|       | Erdenet           |      | Mongolie      | depuis 2008               |
|       | Hradec Králové    |      | Tchéquie      |                           |
|       | Izmit             |      | Turquie       | depuis 2008               |
|       | Kemi,             |      | Finlande      | depuis 1957               |
|       | Louhansk,         |      | Ukraine       | depuis 1978               |
|       | Miercurea-Ciuc    |      | Roumanie      | depuis 2011               |
|       | Opole,            |      | Pologne       | depuis le 28 octobre 1978 |
|       | San Salvo         |      | Italie        |                           |
|       | Sankt Pölten      |      | Autriche      |                           |
|       | Sariwŏn           |      | Corée du Nord |                           |
|       | Schwäbisch Gmünd, |      | Allemagne     | depuis 1991               |
|       | Zadar,            |      | Croatie       | depuis le 1er mars 1997   |

## Célébrités liées à la commune
- Miklós Ybl (1814–1891), architecte
- Ignaz Goldziher (1850-1921), orientaliste
- Béla Balogh (1885-1945), cinéaste
- Cornelius Lanczos (1893–1974), physicien
- Erzsébet Burchard-Bélaváry (1897-1987), pédagogue
- Lajos Rácz (1952-), lutteur
- Nándor Fa (1953-), navigateur
- Viktor Orbán (1963-), politicien et premier ministre de la Hongrie
- Dominik Szoboszlai (2000-), footballeur

## Anecdotes
- Dans le film Lacombe Lucien, lorsque Faure demande à Horn où il est né, Horn répond : Székesfehérvár[34].
- Le château de Bory-vár (hu) situé dans la ville, est entré dans le Livre Guinness des records en tant que construction la plus grande du monde érigée par un seul homme.
- La chanson Oldalzseb du groupe Wellhello (hu) a été choisie comme hymne de Székesfehérvár.